# Morze Egejskie
Morze Egejskie (ang. Aegean Sea, gr. Αιγαίο Πέλαγος – Egeo Pelagos, łac. Mare Aegeum, tur. Ege Denizi) – morze wewnątrzkontynentalne we wschodniej części Morza Śródziemnego, położone między Półwyspem Bałkańskim, Azją Mniejszą a wyspami Kretą, Karpatos i Rodos. Poprzez cieśninę Dardanele łączy się z Morzem Marmara i Morzem Czarnym, a przez Kanał Koryncki z Morzem Jońskim.

## Geografia

### Topografia[1]
Linia brzegowa tego morza jest bardzo rozwinięta (liczne półwyspy i zatoki), a powierzchnię urozmaicają Wyspy Egejskie – archipelagi Cyklad, Dodekanezu, Sporad Północnych, pojedyncze wyspy: Kreta, Eubea, Chios, Limnos, Lesbos, Samotraka, Imroz i inne. Z tego powodu wewnątrz wyróżnia się liczne mniejsze akweny: morza, zatoki i cieśniny. Na północy leży Morze Trackie, na zachodzie Morze Mirtejskie, na południu Morze Kreteńskie, a na wschodzie Morze Ikaryjskie. Pod względem budowy geologicznej Morze Egejskie leży na obszarze płyty tektonicznej (mikropłyty) egejskiej. Występuje wiele rowów (m.in. Kreteński, Anatolijski) i basenów. Czynne 2 wulkany: Kajmeni (na wyspie Santoryn) i Nisiros.

### Informacje ogólne
- długość: 649 km
- szerokość: 320 km
- duże porty morskie: Pireus, Saloniki, Eleusis (Grecja), Izmir (Turcja)
- główne rzeki uchodzące do Morza: Wardar, Struma, Marica, Menderes
- zasoby geologiczne: bogate złoża gazu ziemnego, nieeksploatowane.
- temperatura wód powierzchniowych: lato 22–27 °C, zima 12–15,5 °C
- zasolenie 38–39‰

### Przynależność polityczna

Ciemnoniebieskim kolorem zaznaczono greckie wyspy. Ogromna większość wysp na Morzu Egejskim należy do Grecji. Często znajdują się bardzo blisko Azji Mniejszej. Siłą rzeczy kontrola Turcji nad tym akwenem jest skromna. A dokładny przebieg granicy wód terytorialnych budzi spory.

Obszar Morza Egejskiego podzielony jest pomiędzy Grecję i Turcję. Pomiędzy tymi państwami istnieje poważny spór dotyczący zarówno przynależności państwowej niektórych wysp Morza Egejskiego (powstały wskutek pewnych nieścisłości w traktatach międzynarodowych z początku XX w.), jak i interpretacji przepisów prawa międzynarodowego dotyczących zasięgu wód terytorialnych i szelfu kontynentalnego i związanych z tym praw do eksploatacji zasobów ekonomicznych morza (Turcja m.in. sprzeciwia się poszerzeniu przez Grecję pasa wód terytorialnych do 10 mil morskich). Spór ten jest jednym z czynników wpływających na pojawianie się napięć w stosunkach grecko-tureckich, w jego trakcie dochodziło do szeregu incydentów międzynarodowych, niekiedy skutkujących ofiarami w ludziach.

### Miasta nad Morzem Egejskim[4]
- Wolos
- Dimini
- Sesklo
- Agnia
- Pinkates
- Kala
- Nera
- Marathos
- Velanidia
- Chania
- Anakazis
- Koropi
- Afissos
- Kalamos
- Argalasti
- Chorto
- Lavkos
- Milina
- Alatas
- Palatio
- Trikeri
- Korfalki
- Almiros
- Platanos
- Amaloapoli
- Sourpi
- Limnos
- Izmir
- Chlos
- Ateny
- Rodos
- Kos
- Saloniki
- Kawala

## Fauna

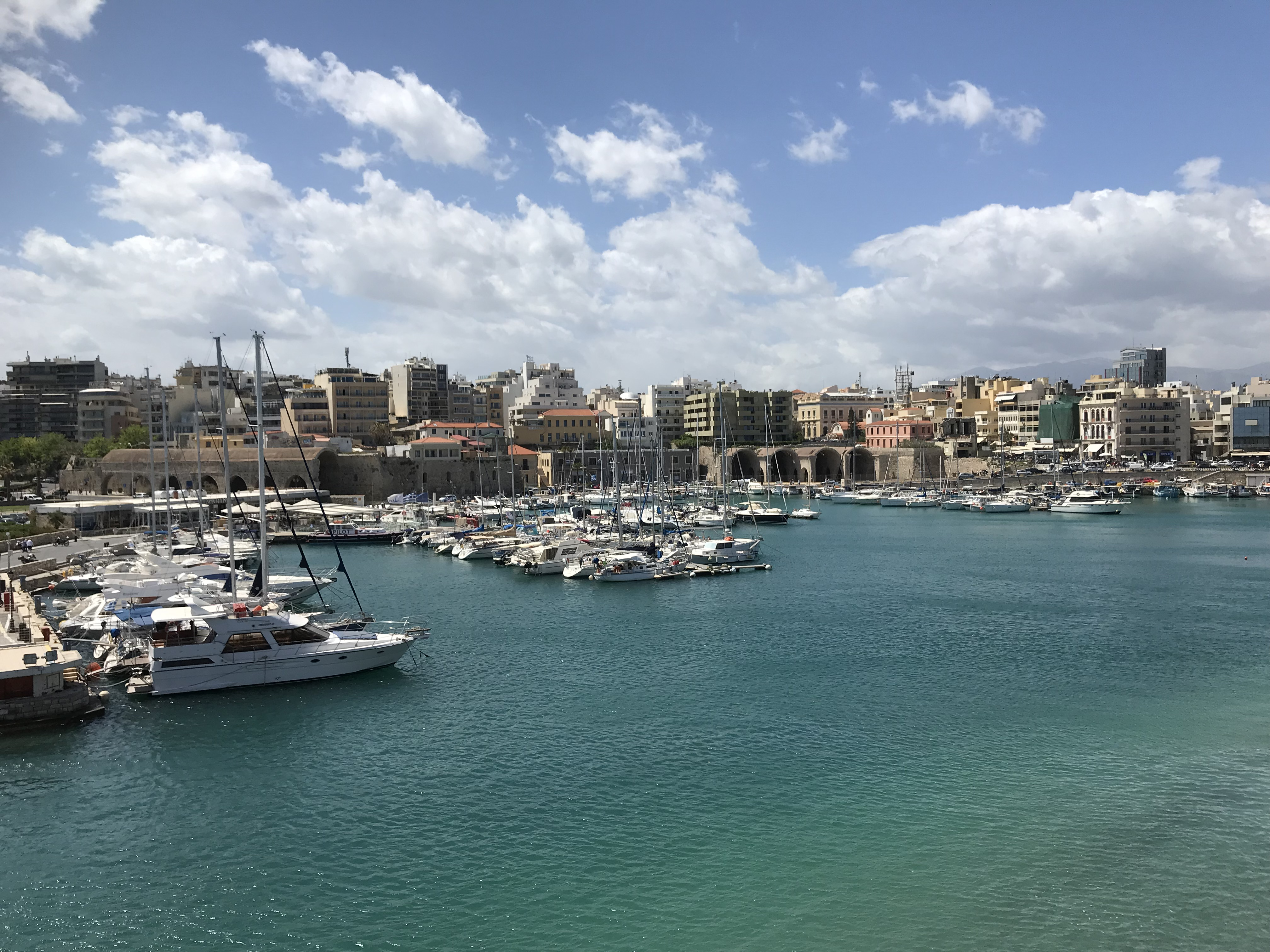
Port w Heraklion nad Morzem Egejskim, Grecja

W morzu poławia się makrele i sardynki, krewetki, gąbki. Morze Egejskie zamieszkuje około 35 gatunków rekinów.

## Etymologia
Pochodzenie nazwy jest najczęściej wiązane z postacią Egeusza, mitycznego króla Aten.